# Dryophytes arboricola
A Dryophytes arboricola a kétéltűek (Amphibia) osztályának békák (Anura) rendjébe, a levelibéka-félék (Hylidae) családjába, azon belül a Hylinae alcsaládba tartozó faj.

## Előfordulása
A faj Mexikó endemikus faja. Természetes élőhelye a trópusi vagy szubtrópusi nedves hegyvidéki erdők, mocsarak. A fajra élőhelyének elvesztése jelent fenyegetést.